# Ben Johnson (actor)
Francis Benjamin Johnson Jr. (n. 13 iunie 1918, Foraker⁠(d), Oklahoma, SUA – d. 8 aprilie 1996, Mesa, Arizona, SUA) a fost un actor american de film și televiziune, cascador și campion mondial la rodeo cowboy. Înalt și laconic, Johnson a adus autenticitate multor roluri din western-uri cu manierele sale  și ca expert în călărie.
Fiul unui fermier, Johnson a sosit la Hollywood pentru a livra un lot de cai pentru un film. A făcut cascadorii timp de câțiva ani înainte de a începe actoria cu ajutorul lui John Ford. Interpretarea unui proprietar de teatru fost cowboy în filmul dramatic din 1971, Ultimul spectacol cinematografic, i-a adus lui Johnson Premiul Oscar, BAFTA și Globul de Aur pentru cel mai bun actor în rol secundar.

## Filmografie

### Film (actor și cascador)
| An   | Titlu                                  | Rol                                          | Note |
| ---- | -------------------------------------- | -------------------------------------------- | --- |
| 1939 | The Fighting Gringo                    | Mexican Barfly                               | Nemenționat |
| 1943 | The Outlaw                             | Deputy                                       | Nemenționat |
| 1943 | Bordertown Gun Fighters                | Messenger                                    | Nemenționat |
| 1944 | The Pinto Bandit                       | Race Contestant                              | Nemenționat |
| 1944 | Tall in the Saddle                     | Townsman / Stuntman                          | Nemenționat |
| 1944 | Nevada                                 | Saloon Patron / Stunt Double: Robert Mitchum | Nemenționat |
| 1945 | Corpus Christi Bandits                 | 2nd Stage Driver                             | Nemenționat |
| 1945 | The Naughty Nineties                   | Coach Driver                                 | Nemenționat |
| 1946 | Badman's Territory                     | Deputy Marshal                               | Nemenționat |
| 1947 | Wyoming                                | Cowhand                                      | Nemenționat |
| 1947 | Angel and the Badman                   | Stuntman                                     | Nemenționat |
| 1948 | The Gallant Legion                     | Texas Ranger                                 | Nemenționat |
| 1948 | Fort Apache                            | Stunt Double: Henry Fonda                    | Nemenționat |
| 1948 | 3 Godfathers                           | Posse Man #1 / Stuntman                      | Johnson was also a stuntman but wasn't credited for it. |
| 1948 | Red River                              | Stuntman                                     | Nemenționat |
| 1949 | She Wore a Yellow Ribbon               | Sgt. Tyree                                   | |
| 1949 | Mighty Joe Young                       | Gregg                                        | |
| 1950 | Wagon Master                           | Travis Blue                                  | |
| 1950 | Rio Grande                             | Trooper Travis Tyree                         | |
| 1951 | Fort Defiance                          | Ben Shelby                                   | |
| 1952 | Wild Stallion                          | Dan Light                                    | |
| 1953 | Shane                                  | Chris Calloway                               | |
| 1955 | Oklahoma!                              | Wrangler / Stuntman                          | Nemenționat |
| 1956 | Rebel in Town                          | Frank Mason                                  | |
| 1957 | War Drums                              | Luke Fargo                                   | |
| 1957 | Slim Carter                            | Montana Burriss                              | |
| 1958 | Fort Bowie                             | Capt. Thomas Thompson                        | |
| 1960 | Ten Who Dared                          | George Bradley                               | |
| 1961 | One-Eyed Jacks                         | Bob Amory                                    | |
| 1961 | Tomboy and the Champ                   | Jim Wilkins                                  | |
| 1964 | Cheyenne Autumn                        | Trooper Plumtree                             | Nemenționat |
| 1965 | Major Dundee                           | Sergeant Chillum                             | |
| 1966 | The Rare Breed                         | Jeff Harter                                  | |
| 1968 | Will Penny                             | Alex                                         | |
| 1968 | Hang 'Em High                          | Marshal Dave Bliss                           | |
| 1969 | The Wild Bunch                         | Tector Gorch                                 | |
| 1969 | The Undefeated                         | Short Grub                                   | |
| 1970 | Chisum                                 | James Pepper                                 | |
| 1971 | The Last Picture Show                  | Sam the Lion                                 | Academy Award for Best Supporting Actor BAFTA Award for Best Actor in a Supporting Role Golden Globe Award for Best Supporting Actor – Motion Picture National Board of Review Award for Best Supporting Actor New York Film Critics Circle Award for Best Supporting Actor |
| 1971 | Something Big                          | Jesse Bookbinder                             | |
| 1972 | Corky                                  | Boland                                       | |
| 1972 | Junior Bonner                          | Buck Roan                                    | |
| 1972 | The Getaway                            | Jack Beynon                                  | |
| 1973 | The Train Robbers                      | Jesse                                        | |
| 1973 | The Wayne Train                        | Himself / Jesse                              | Documentary short |
| 1973 | The Red Pony                           | Jess Taylor                                  | Film de televiziune |
| 1973 | Kid Blue                               | Sheriff 'Mean John' Simpson                  | |
| 1973 | Dillinger                              | Melvin Purvis                                | |
| 1973 | Runaway!                               | Holly Gibson                                 | Film de televiziune |
| 1973 | Blood Sport                            | Dwayne Birdsong                              | Film de televiziune |
| 1974 | The Sugarland Express                  | Captain Tanner                               | |
| 1974 | Locusts                                | Amos Fletcher                                | Film de televiziune |
| 1975 | Bite the Bullet                        | Mister                                       | Bronze Wrangler for Theatrical Motion Picture (shared with cast & crew) |
| 1975 | Breakheart Pass                        | Marshal Pearce                               | |
| 1975 | Hustle                                 | Marty Hollinger                              | |
| 1976 | The Savage Bees                        | Sheriff Donald McKew                         | Film de televiziune |
| 1976 | The Town That Dreaded Sundown          | Captain J.D. Morales                         | |
| 1977 | The Greatest                           | Hollis                                       | |
| 1977 | Grayeagle                              | John Colter                                  | |
| 1978 | The Swarm                              | Felix Austin                                 | |
| 1979 | The Sacketts                           | Cap Rountree                                 | Film de televiziune |
| 1980 | The Hunter                             | Sheriff Strong                               | |
| 1980 | Ruckus                                 | Sam Bellows                                  | |
| 1980 | Terror Train                           | Carne                                        | |
| 1981 | Soggy Bottom U.S.A.                    | Sheriff Isum Gorch                           | |
| 1982 | Tex                                    | Cole Collins                                 | |
| 1982 | The Shadow Riders                      | Uncle 'Black Jack' Traven                    | Film de televiziune |
| 1983 | Champions                              | Burly Cocks                                  | |
| 1984 | Red Dawn                               | Mr. Jack Mason                               | |
| 1985 | Wild Horses                            | Bill Ward                                    | Film de televiziune |
| 1986 | Let's Get Harry                        | Harry Burck Sr.                              | |
| 1986 | Trespasses                             | August Klein                                 | |
| 1987 | Cherry 2000                            | Six-Fingered Jake                            | |
| 1988 | Stranger on my Land                    | Vern Whitman                                 | Film de televiziune |
| 1988 | Dark Before Dawn                       | The Sheriff                                  | |
| 1989 | The Last Ride                          | Unnamed cowboy                               | Short film |
| 1989 | Back to Back                           | Eli Hix                                      | |
| 1989 | Hollywood on Horses                    | Himself                                      | |
| 1991 | The Chase                              | Laurienti                                    | Film de televiziune |
| 1991 | My Heroes Have Always Been Cowboys     | Jesse Dalton                                 | |
| 1991 | Thank Ya, Thank Ya Kindly              | Himself                                      | TV movie documentary |
| 1992 | Radio Flyer                            | Geronimo Bill                                | |
| 1992 | The Making of Rio Grande               | Himself / Trooper Travis Tyree               | |
| 1993 | Bonanza: The Return                    | Bronc Evans                                  | Film de televiziune |
| 1993 | John Ford                              | Himself                                      | TV movie documentary |
| 1994 | 100 Years of the Hollywood Western     | Himself                                      | TV movie documentary |
| 1994 | Angels in the Outfield                 | Hank Murphy                                  | |
| 1994 | Outlaws: The Legend of O.B. Taggart    | Jack Parrish                                 | |
| 1995 | Bonanza: Under Attack                  | Bronc Evans                                  | Film de televiziune |
| 1996 | Ruby Jean and Joe                      | Big Man                                      | With Tom Selleck |
| 1996 | Ben Johnson: Third Cowboy on the Right | Rolul său                                    | Documentar |
| 1996 | The Evening Star                       | Doctor Arthur Cotton                         | Lansat postum (ultimul său rol) |

### Television
| An        | Titlu                                  | Rol                           | Note                                                                 |
| --------- | -------------------------------------- | ----------------------------- | -------------------------------------------------------------------- |
| 1956      | Cavalcade of America                   | Cal Bennett                   | Once a Hero (sezonul 5, episodul 12)                                 |
| 1958      | The Adventures of Ozzie and Harriet    | Tex Barton                    | Top Gun (sezonul 6, episodul 26)                                     |
| 1958      | Navy Log                               | Border Patrol Officer         | Florida Weekend (sezonul 3, episodul 28)                             |
| 1958      | The Restless Gun                       | Șerif Tim Malachy             | No Way to Kill (sezonul 2, episodul 9)                               |
| 1958      | Alfred Hitchcock Presents              | Jeff, Șeriful                 | And the Desert Shall Blossom (sezonul 4, episodul 11)                |
| 1958      | Wagon Train                            | Wagon Driver                  | Episodul: Bije Wilcox Story                                          |
| 1959      | Border Patrol                          | Hank Colman                   | Everglades Story (sezonul 1, episodul 1)                             |
| 1960—1961 | Laramie                                | Diverse                       | sezoanele 1–2; 3 episoade                                            |
| 1961—1962 | Route 66                               | Diverse                       | sezoanele 1–2; 2 episoade                                            |
| 1960—1962 | Have Gun – Will Travel                 | Diverse                       | sezoanele 4–6; 3 episoade                                            |
| 1962      | Stoney Burke                           | Rex Donally                   | Point of Honor (sezonul 1, episodul 4)                               |
| 1962      | Bonanza                                | Ajutor de șerif Stan Mace     | Episodul: "The Gamble"                                               |
| 1964      | Perry Mason                            | Kelly – Mine Foreman          | "The Case of the Reckless Rockhound" (sezonul 8, episodul 10)        |
| 1965      | Bob Hope Presents the Chrysler Theatre | Burt Wade                     | March from Camp Tyler (sezonul 3, episodul 3)                        |
| 1966      | Branded                                | Bill Latigo                   | McCord's Way (sezonul 2, episodul 20)                                |
| 1966      | ABC Stage 67                           | Șerif Barbee                  | Noon Wine (sezonul 1, episodul 9)                                    |
| 1966—1967 | The Monroes                            | Sleeve                        | Rol secundar; 14 episoade                                            |
| 1963—1968 | The Virginian                          | Diverse                       | sezoanele 1–7; 4 episoade                                            |
| 1969      | Walt Disney's Wonderful World of Color | Rolul său                     | Ride a Northbound Horse: Part 1 and 2 (sezonul 15, episoade 21 & 22) |
| 1969      | Bonanza                                | Sgt. Samuel Bellis            | Episodul: "The Deserter"                                             |
| 1971      | Bonanza                                | Kelly James                   | Episodul: "Top Hand"                                                 |
| 1963—1971 | Gunsmoke                               | Ben Crown/Vern Morland/Hannon | sezoanele 8–17; episoade: Quint-Cident / Quaker Girl /Drago          |
| 1980      | Wild Times                             | Doc Bogardus                  | Miniserial TV; 2 episoade                                            |
| 1984      | Hollywood Greats                       | Rolul său                     | Episodul: John Wayne                                                 |
| 1986      | Dream West                             | Jim Bridger                   | Miniserial TV                                                        |